# Транспортный налог
Транспортный налог — налог, взимаемый с владельцев зарегистрированных транспортных средств.
Транспортный налог впервые появился в 1908 году в США, почти одновременно с появлением автомобиля Ford Model T, тогда сумму налога включали в стоимость бензина.

## Россия
Транспортный налог относится к региональным налогам. Величину налога, порядок и сроки его уплаты, формы отчётности, а также налоговые льготы устанавливают органы законодательной власти субъектов РФ. Федеральное законодательство определяет объект налогообложения, порядок определения налоговой базы, налоговый период, порядок исчисления налога и пределы налоговых ставок.

### История
В современной истории России транспортный налог был введён законом «О дорожных фондах в Российской Федерации» от 18 октября 1991 года. Средства, получаемые от транспортных налогов, шли на содержание, ремонт и реконструкцию автодорог. В 2010 году право установления ставки транспортного налога было предоставлено регионам.

### Объект налогообложения
Объектом налогообложения признаются автомобили, мотоциклы, мотороллеры, автобусы и другие самоходные машины и механизмы на пневматическом и гусеничном ходу, самолёты, вертолёты, теплоходы, яхты, парусные суда, катера, снегоходы, мотосани, моторные лодки, гидроциклы, несамоходные (буксируемые суда) и другие водные и воздушные транспортные средства, зарегистрированные в установленном порядке в соответствии с законодательством Российской Федерации.

### Налоговые ставки на легковые автомобили
Налоговые ставки устанавливаются законами субъектов Российской Федерации соответственно в зависимости от мощности двигателя, тяги реактивного двигателя или валовой вместимости транспортных средств, категории транспортных средств в расчёте на одну лошадиную силу мощности двигателя транспортного средства, один килограмм-силы тяги реактивного двигателя, одну регистровую тонну транспортного средства или единицу транспортного средства в следующих размерах.
Данный налог в Российской Федерации должен был быть отменен в течение 3-х лет с 2009 года взамен ввода акцизов на топливо, но этого не произошло. Более того: акцизы на топливо все-таки были введены,
Ставки могут быть увеличены (уменьшены) законами субъектов РФ, но не более чем в 10 раз. Кроме того, законами субъектов РФ могут быть установлены дифференцированные налоговые ставки в отношении каждой категории транспортных средств, а также с учётом срока полезного использования транспортных средств.
| Автомобили легковые с мощностью двигателя, руб. с каждой л. с. (Москва) | 01.04.1999 — 31.07.2000 | 01.08.2000 — 2002 | 2003—2005 | 2006—2008 | 2009—2012 | 2013—2015 |
| ----------------------------------------------------------------------- | ----------------------- | ----------------- | --------- | --------- | --------- | --------- |
| до 100 л. с. (до 73,55 кВт) вкл.                                        | 2                       | 3                 | 5         | 7         | 7         | 12        |
| 101 — 125 л. с. (свыше 73,55 — 91,94 кВт) вкл.                          | 4                       | 10                | 15        | 20        | 20        | 25        |
| 126 — 150 л. с. (свыше 91,94 — 110,33 кВт) вкл.                         | 4                       | 10                | 15        | 20        | 30        | 35        |
| 151 — 175 л. с. (свыше 110,33 — 128,7 кВт) вкл.                         | 4                       | 10                | 20        | 30        | 38        | 45        |
| 176 — 200 л. с. (свыше 128,7 — 147,1 кВт) вкл.                          | 4                       | 10                | 20        | 30        | 45        | 50        |
| 201 — 225 л. с. (свыше 147,1 — 165,5 кВт) вкл.                          | 4                       | 10                | 25        | 50        | 60        | 65        |
| 226 — 250 л. с. (свыше 165,5 — 183,9 кВт) вкл.                          | 4                       | 10                | 25        | 50        | 75        | 75        |
| 251 и больше л. с. (свыше 183,9 кВт)                                    | 4                       | 10                | 35        | 100       | 150       | 150       |

## Украина
Ставки и прочие вопросы налогообложения определены Налоговым кодексом Украины. Плательщиком налога на транспортные средства являются физические лица, которые осуществляют первую регистрацию на Украине, регистрацию, перерегистрацию транспортных средств и/или имеют зарегистрированные на Украине собственные транспортные средства, которые и являются объектом налогообложения.

### Налоговые ставки при первой регистрации легковых автомобилей
Налоговая ставка исчисляется в гривнах с каждых 100 см³ объёма цилиндров двигателя.
| Возраст автомобиля | До 1000 см³ | От 1001 до 1500 см³ | От 1501 до 1800 см³ | От 1501 до 1800 см³ | От 2501 до 3500 см³ | От 2501 до 3500 см³ |
| ------------------ | ----------- | ------------------- | ------------------- | ------------------- | ------------------- | ------------------- |
| Новые              | 3           | 4                   | 5                   | 10                  | 25                  | 40                  |
| Б/у до 8 лет       | 5           | 5                   | 7                   | 12                  | 30                  | 45                  |
| Б/у более 8 лет    | 100         | 200                 | 300                 | 500                 | 750                 | 1000                |

Транспортные средства, оснащенные электродвигателем — 0,5 грн с 1 кВт.

### Налоговые ставки при перерегистрации и очередном техническом осмотре
Налоговая ставка исчисляется в гривнах с каждых 100 см³ объёма цилиндров двигателя.
| Объём двигателя                                                            | Автомобили легковые | Автомобили грузовые | Мотоциклы (мопеды) |
| -------------------------------------------------------------------------- | ------------------- | ------------------- | ------------------ |
| До 500 см³                                                                 | —                   | —                   | 3                  |
| От 501 до 800 см³                                                          | —                   | —                   | 5                  |
| От 801 и больше                                                            | —                   | —                   | 10                 |
| До 1000 см³                                                                | 3                   | —                   | —                  |
| От 1001 до 1500 см³                                                        | 5                   | —                   | —                  |
| От 1501 до 1800 см³                                                        | 7                   | —                   | —                  |
| От 1801 до 2500 см³                                                        | 10                  | —                   | —                  |
| От 2501 до 3500 см³                                                        | 25                  | —                   | —                  |
| От 3501 и больше                                                           | 40                  | —                   | —                  |
| До 8200 см³                                                                | —                   | 15                  | —                  |
| От 8200 до 15 000 см³                                                      | —                   | 20                  | —                  |
| От 15001 см³ и больше                                                      | —                   | 25                  | —                  |
| Автомобили специального назначения (кроме пожарной машины и скорой помощи) | —                   | 5                   | —                  |

Транспортные средства, оснащенные электродвигателем — 0,5 грн с 1 кВт.

## США
Федерального транспортного налога не существует, однако во всех штатах установлен ежегодный сбор за регистрацию транспортного средства. Помимо этого, некоторые штаты облагают владение транспортными средствами дополнительными налогами.

## Израиль
В Израиле сумма транспортного налога зависит от степени загрязнения окружающей среды. По этому показателю в 2009 году все транспортные средства были поделены на 15 экологических групп. Минимальный налог — 10% стоимости транспортного средства — платят владельцы электромобилей, максимальный же налог для самых «вредных» автомобилей составляет 92% стоимости машины. В среднем налоговая нагрузка составляет около 70% стоимости транспортного средства.

## Германия
В Германии с 2009 года налог взимается и за объём двигателя и за объём выброса углекислого газа. Владельцы автомобилей с бензиновыми двигателями платят 2 евро за каждые 100 см³, владельцы автомобилей с дизельными двигателями — 9 евро за каждые 100 см³.

## Другие страны
В большинстве стран не существует единого транспортного налога. Вместо него могут взиматься следующие налоги:
- налог на имущество — налог, прямо или косвенно зависящий от стоимости автомобиля. Несмотря на существование подоходного налога, во многих странах взимается и налог на имущество; от этого налога обычно труднее уклоняться, чем от подоходного налога;
- дорожный налог — налог, деньги от уплаты которого идут на строительство и ремонт автотрасс;
- экологический налог — налог, стимулирующий приобретение автомобилей, меньше отравляющих атмосферу, либо пользование не загрязняющими типами транспорта (метро, троллейбус).

Некоторые из этих налогов могут отсутствовать, быть скрытыми либо объединяться вместе.